# Телешовка (Ульяновська область)
Телешовка (рос. Телешовка) — село в Цильнинському районі Ульяновської області Російської Федерації.
Населення становить 323 особи. Входить до складу муніципального утворення Цильнинське міське поселення.

## Історія
Від 2004 року входить до складу муніципального утворення Цильнинське міське поселення.

## Населення
| 2010 |
| ---- |
| 323  |